# Tempi (rivista)
Tempi è un periodico d'ispirazione cattolica, nato, in origine, come settimanale e diventato poi un mensile. Si occupa di cronaca, attualità, cultura, e fornisce reportage e approfondimenti su politica ed esteri. Dal 18 ottobre 2017 al 24 novembre 2017, prima della sua chiusura momentanea, la testata è uscita solo in edizione digitale, per poi riprendere la pubblicazione in formato cartaceo il 10 gennaio 2018, con periodicità mensile.

## Storia
Il primo numero del settimanale, fondato nel 1994 da Luigi Amicone, andò in edicola il 28 agosto 1995, distribuito nelle principali città italiane, con un editoriale in prima pagina firmato da Giuliano Ferrara.
Dal 2009 fu in edicola in tutta Italia. Nel sud e nelle isole era un supplemento del quotidiano il Giornale. Nel 2011, Tempi sviluppò una collaborazione con il settimanale domenicale de L'Osservatore Romano, uscendo in abbinamento con la rivista cartacea fino al dicembre 2012.
Durante il Meeting per l'amicizia fra i popoli del 2013, Tempi organizzò una raccolta firme contro la legge sull'omofobia in corso di approvazione al Parlamento, suscitando la reazione di alcune associazioni gay. Il 1º ottobre 2013, Tempi pubblicò la lettera nella quale Silvio Berlusconi annunciava che Il Popolo della Libertà avrebbe tolto la fiducia al governo Letta, decisione che abbandonò durante il voto al Senato del 2 ottobre 2013.
Nel gennaio 2017 Luigi Amicone lasciò la guida del settimanale dopo 23 anni ininterrotti di direzione. Il 2 febbraio 2017 il nuovo direttore divenne Alessandro Giuli. Il settimanale cambiò proprietà, venendo rilevato (per l'80%) da due imprenditori, Valter Mainetti e Davide Bizzi, che acquistarono pariteticamente il controllo della ETD Digital.
Nel luglio 2017 inizia a collaborare con Tempi Mario Natangelo, noto vignettista de il Fatto Quotidiano e già collaboratore di Emme (inserto satirico de l'Unità) e di Linus. Le vignette pubblicate da Natangelo, spesso dal tono ferocemente anti-clericale ed anti-religioso, provocano dure proteste da parte dei lettori della rivista e la collaborazione si conclude nel settembre 2017.
Nell'agosto del 2017 la nuova direzione decise di aumentare del 50% i prezzi del settimanale e dell'abbonamento alla rivista. Dal 19 dicembre 2017 la proprietà della ETD passa per l’80% a Musa Comunicazione, società del Gruppo Sorgente, riferibile a Valter Mainetti; il restante 20% appartiene a Vox Communication, riferibile a Samuele Sanvito.
Il 22 dicembre 2017 assume la direzione Emanuele Boffi.

### Chiusura
Il 18 ottobre 2017 il settimanale smette di uscire in formato cartaceo, rimanendo solo nella versione online, ciò a causa delle ingenti perdite cresciute di anno in anno.
Il 24 novembre 2017 chiude anche la redazione online della rivista, portando alla definitiva liquidazione della società editrice.

### Riapertura
Il 14 dicembre 2017 cinque giornalisti della rivista (Emanuele Boffi, Rodolfo Casadei, Caterina Giojelli, Leone Grotti e Pietro Piccinini) costituiscono la cooperativa Contrattempi con l'obiettivo di riprendere la pubblicazione della rivista. Il nuovo direttore è Emanuele Boffi.
Il 10 gennaio 2018 la testata riprende le pubblicazioni con periodicità mensile. L'edizione cartacea è distribuita solo in abbonamento.

## Linea editoriale
Il settimanale è vicino a posizioni cattoliche, in particolar modo al movimento di Comunione e Liberazione.

### Collaborazioni
Hanno collaborato con la testata, fra gli altri: Gianni Baget Bozzo, Maurizio Bonacina, Marco Cirnigliaro, Maurizio Crippa, Luca Doninelli, Renato Farina, Giuliano Ferrara, Oscar Giannino, Gian Micalessin, Aurelio Picca, Davide Rondoni, Sergio Scalpelli, Vittorio Sgarbi, Antonio Socci, Giorgio Vittadini, Diego Fusaro, Alessandro Giuli.

## Finanziamenti pubblici
Nel corso della sua storia il settimanale ha utilizzato il finanziamento pubblico all'editoria:
| Anno   | Finanziamento  |
| ------ | -------------- |
| 2008   | 259 740,93 €   |
| 2009   | 259 495,52 €   |
| 2010   | 471 865,90 €   |
| 2011   | 354 757,76 €   |
| 2012   | 341 139,48 €   |
| 2013   | 254 854,97 €   |
| 2014   | 267 192,79 €   |
| 2015   | 269 933,14 €   |
| Totale | 2 478 980,49 € |